# Nogometni klub Štore
Nogometni klub Kovinar Štore obstaja že 75 let. Trenutno njihova članska ekipa igra v tretji slovenski nogometni ligi - vzhod. Članska ekipa šteje 17 igralcev. Med zimskim premorom so dosegli zelo dober rezultat, saj so bili na vrhu lestvice, kar dokazuje da je njihova šola nogometa zelo dobra.

## Mlajše selekcije
- ekipa do 18 let: registriranih je 26 igralcev, večina je domačinov. V ekipi je 6 igralcev, ki v tej ekipi igrajo zadnje leto, saj nasledje leto prestopijo k članski ekipi.
- ekipa do 14 let: šteje 18 registriranih igralcev
- ekipa do 12 let: šteje 18 registriranih igralcev
- ekipa do 10 let: šteje 34 registriranih igralcev